# Cerkiew św. Jerzego Zwycięzcy w Krasnym Siole
Cerkiew św. Jerzego Zwycięzcy – prawosławna cerkiew parafialna w Krasnym Siole na Białorusi, w dekanacie wołkowyskim eparchii grodzieńskiej i wołkowyskiej Egzarchatu Białoruskiego. Zbudowana w latach 1999–2000.

## Architektura

### Wygląd zewnętrzny
- Cerkiew zbudowana została z cegły o żółtych i czerwonych kolorach ścian, w stylu bizantyjsko-rosyjskim z elementami architektury staroruskiej, orientowana, na planie krzyża.
- Obiekt nie posiada dzwonnicy-wieży, bo ma wmontowane dzwony w dzwonnicy zbudowanej obok świątyni. Cerkiew ma w składzie żółtawo-czerwonawe 5 kopuły z czarnymi górnymi częściami zwieńczonymi krzyżami. Cerkiew liczy prawie 30 okien, dolne są duże a w bębnach mniejsze. Cerkiew posiada ganek z 2 pośrodku arkadami. Świątynia liczy 3 apsydy z jednospadowymi dachami. Dach na pewno nie jest wykonany z blachy. Przyciągać wzrok mogą łuki (kokoszniki) i różne rzeźbienia przy oknach i drzwiach.

### Wnętrze
- W cerkwi mieści się 3-rzędowy ikonostas z bizantyjskimi ikonami.
- Na ścianach cerkwi są freski, przedstawiające m.in. Boga Ojca i Chrystusa Pantokratora.
- We wnętrzu są oryginalnie rzeźbione kolumny, które przytrzymują m.in. kopułę.